# Сіамсько-в'єтнамські війни
Сіамсько-в'єтнамські війни — серія збройних конфліктів між сіамськими королівствами Аюттхая, королівством Раттанакосін і різними династіями В'єтнаму, головним чином протягом 18 і 19 століть. Кілька війн відбулися на території сучасної Камбоджі.
Політичний, династичний і військовий занепад Кхмерської імперії після 15-го століття, відомий як післяангкорський період, залишив вакуум влади в заплавах Меконгу в центральному Індокитаї. Об’єднані під сильним династичним правлінням, як Сіам на заході, так і В’єтнам на сході прагнули досягти гегемонії в низинному регіоні та Лаоських горах. Сіамці запровадили — а незабаром пішов і В’єтнам — систему заручників для камбоджійських королівських осіб, яких переселили до їхніх дворів, активно підриваючи королівські справи та формуючи майбутню політику Камбоджі. Зрештою територія була анексована обома державами, які задумали, підтримували та підтримували своїх прихильних камбоджійських маріонеткових королів. Фактичні бойові дії в основному відбувалися на території Камбоджі або на окупованих землях. Створення Французького Індокитаю в 19 столітті поклало край суверенітету В’єтнаму та сіамській політиці регіональної експансії. Подальші зіткнення двох країн не були спричинені регіональним суперництвом, а повинні розглядатися в контексті імперської політики іноземних великих держав 20-го століття та холодної війни

## Прелюдія
Коріння конфлікту почалося на початку 14-го століття, коли народ Тай активно розширював свої держави та вступив у зіткнення з утвореною в’єтнамською державою на сході. Протягом останніх століть, коли в’єтнамці розширювалися на південь до нижньої течії Меконгу, вони вступили в конфлікт із Камбоджею та сіамською державою.

## Список сіамсько-в'єтнамських війн
| Ні. | Назва                                                                       | Результати                      | Примітки |
| --- | --------------------------------------------------------------------------- | ------------------------------- | --- |
| 1   | Сіамсько - в'єтнамська війна (1313)                                         | В'єтнамська перемога            | Королівство Сукотай напало з гір на Королівство Чампа, васальну державу королівства Джай-В’єт, але було відбито. |
| 2   | Сіамсько-в'єтнамська війна (1717)                                           | Сіамська перемога               | Дві великі сіамські сили вторгаються в Камбоджу, намагаючись допомогти Преа Срей Томеа повернути трон. Одна сіамська армія сильно розбита камбоджійцями та їхніми в’єтнамськими союзниками в битві при Бантеа Меас. Друга сіамська армія захоплює камбоджійську столицю Удонг, де в'єтнамці, яких підтримує камбоджійський король, переходять на вірність Сіаму. В'єтнам втрачає сюзеренітет Камбоджі, але анексує кілька прикордонних провінцій Камбоджі. |
| 3   | Сіамсько-в'єтнамська війна (1769–1773)                                      | Сіамська перемога               | У 1769 році король Сіаму Таксін вторгся та окупував частини Камбоджі. Наступного року війна між В’єтнамом і Сіамом спалахнула в Камбоджі, коли лорди Нгуєн відповіли нападом на сіамські міста. На початку війни Таксін просунувся через Камбоджу і посадив Анг Нона II на камбоджійський трон. В’єтнамці відповіли, відвоювавши камбоджійську столицю та призначивши Оуті II своїм монархом. У 1773 році в’єтнамці уклали мир із сіамцями, щоб впоратися з повстанням Тай Сон, яке було результатом війни з Сіамом. Через два роки Анг Нон II був проголошений правителем Камбоджі. |
| 4   | Сіамсько-в'єтнамська війна (1785)                                           | В'єтнамська перемога            | Перше сіамське вторгнення в Південний В'єтнам Вирішальна перемога військ Тай Сон |
| 5   | Камбоджійське повстання (1811–12)                                           | В'єтнамська перемога            | В'єтнамські війська повертають Анг Чана на камбоджійський престол |
| 6   | В'єтнамське втручання в Лаоське повстання (1826–1828)                       | Сіамська перемога               | В'єтнамці підтримали Анувонга в повстанні проти Сіаму, але зазнали невдачі |
| 7   | Повстання Lê Văn Khôi (1833–1835) та Сіамсько-в’єтнамська війна (1831–1834) | В'єтнамська перемога            | Друге сіамське вторгнення у Південний В'єтнам Сіам підтримує повстання. В'єтнамська оборонна перемога, вторгнення в Камбоджу |
| 8   | Камбоджійське повстання (1840)                                              | Сіамська перемога               | Сіамці посадили Анга Дуонга на камбоджійський престол |
| 8   | Сіамсько-в'єтнамська війна (1841–1845)                                      | малювати                        | Сіамські та в'єтнамські вторгнення в Камбоджу Камбоджа стає васалом Сіаму і В'єтнаму |
| 9   | Франко-сіамська війна (1893) (В'єтнам у складі Французького Індокитаю)      | Французько-в'єтнамська перемога | Французьке вторгнення в Лаос Лаос стає частиною Французького Індокитаю |
| 10  | Франко-тайська війна (1940–41) (В’єтнам як частина Французького Індокитаю)  | Тайська перемога                | Тайське вторгнення у Французький Індокитай Спірні території, передані Японією Таїланду |
| 11  | Тайська інтервенція у В'єтнам                                               | Перемога Північного В'єтнаму    | Участь Таїланду в складі союзників Падіння Сайгону |
| 12  | В'єтнамські прикордонні рейди в Таїланді                                    | В'єтнамська перемога            | Повстання червоних кхмерів Неоголошена війна, але В'єтнам досяг мети знищення червоних кхмерів |